# Sus strozzii
A Sus strozzii az emlősök (Mammalia) osztályának párosujjú patások (Artiodactyla) rendjébe, ezen belül a disznófélék (Suidae) családjába és a Suinae alcsaládjába tartozó fosszilis faj.

## Előfordulása

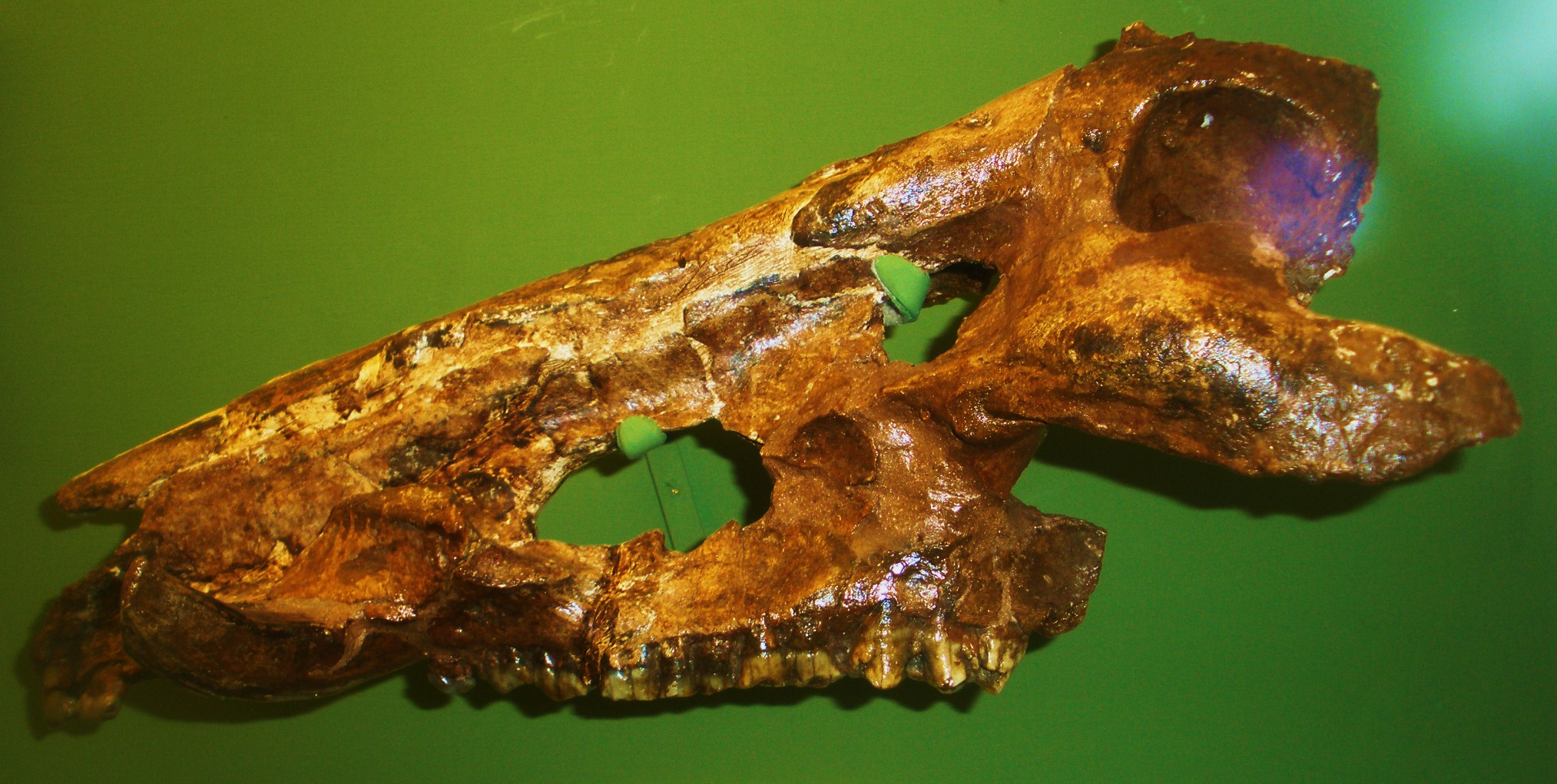
A Sus strozzii koponyájának egy része

A Sus strozzii a Földközi-tenger északi partjain, azaz Európa déli részein fordult elő. A pliocén korban, valamint a pleisztocén első felében élt, addig amíg Európába behatolt a modern vaddisznó (Sus scrofa), amely aztán teljesen kiszorította kontinensünkről ezt az ősdisznót.

## Megjelenése
Ez az állat ősibb megjelenésű volt, mint a mai vaddisznó. Egy fiatal példány csontvázából ítélve, az állat 150 centiméter hosszú lehetett, míg egy felnőtt példány csontváza körülbelül 183 centiméteres fej-testhosszúságra utal. A mocsári életmódhoz volt alkalmazkodva. A Sus strozzii meglehet, hogy a modern vietnámi szemölcsös disznó (Sus verrucosus) őse.

## Fordítás
- Ez a szócikk részben vagy egészben  a   Sus strozzi című angol Wikipédia-szócikk ezen változatának fordításán alapul.  Az eredeti cikk szerkesztőit annak laptörténete sorolja fel. Ez a jelzés csupán a megfogalmazás eredetét és a szerzői jogokat jelzi, nem szolgál a cikkben szereplő információk forrásmegjelöléseként.